# هولاکو خان
هولاکوخان (پیرامون ۱۲۱۷ – ۸ فوریه ۱۲۶۵) بنیانگذار و اولین فرمانروای امپراتوری ایلخانی بود که بر بخش بزرگی از غرب آسیا چیره شد. او فرزند تولوی و شاهدخت قبیلهٔ کرائیت، یعنی سرقویتی بیگی و همچنین نوهٔ چنگیز خان و برادر اریق بوقا، منگوقاآن و قوبلای خان بود.
هولاکو پس از این که برادرش منگوقاآن به مقام قاآنی یعنی خان بزرگ رسید، دستور یافت به سوی ایران حرکت کند و طبق دستور اولین کار هولاکو نابودی اسماعیلیان به رهبری رکن الدین خورشاه بود. در سال ۶۵۴ ه‍.ق و بعد از آن به جنگ خلافت عباسی رفت و آخرین خلیفه عباسی المستعصم بالله را کشت. 
در سال ۶۵۶ ه‍.ق و با این کار خلافت عباسی پس از پنج سده از بین رفت. بعد از آن هولاکو خان آماده نبرد با مملوکان مصر شد که در واقع آخرین مانع و آخرین دشمن مغولان بود و آخرین جایی هم بود که طبق دستور منگوقاآن، هولاکو خان باید تصرف می‌کرد. هولاکو خان در حال لشکرکشی به مصر بود که خبر درگذشت برادرش منگوقاآن را شنید و پسر بزرگش اباقا را با تعدادی سپاه در مراغه به نیابت خود گذاشت و سایر سپاه را هم به رهبری فرمانده بزرگش قربقا به جنگ مملوکان مصر فرستاد. 
قربقا در نبرد عین جالوت از سیف الدین قطز فرمانروای ترک‌تبار مصر شکست خورد و کشته شد و با این شکست برای همیشه پیشرفت مغولان در غرب متوقف شد. هولاکو خان بعد از این که برادر دیگرش قوبلای جانشین منگوقاآن شد، به ایران بازگشت و برادرش قوبلای، حکم تمام مناطقی را که هولاکو تصرف کرده بود، با لقب ایلخانی برای هولاکو خان فرستاد و هولاکو خان هم مراغه را به عنوان پایتختش برگزید و امپراتوری ایلخانان را بنیان گذاشت.

## متحدان مغولان در حمله به ایران
با آن که مغولان بیشتر ممالک اسلامی را تصرف کردند و به اطاعت درآوردند، ولی هنوز دو مشکل و دو دشمن بزرگ در غرب آسیا داشتند؛ این دو دشمن بزرگ یکی اسماعیلیان که با فداییان خود باعث آزار و اذیت مخالفان خود می‌شدند و دومی هم خلافت عباسی که در بغداد مستقر بود و مغولان که می‌خواستند آخرین قسمت ممالک اسلامی را تصرف کنند، این برایشان بزرگ‌ترین مانع بود. در این میان کسانی هم با مغولان متحد شدند و از مغولان درخواست می‌کردند که به ایران حمله کنند. مسلمانان رعیتی که از دست ملاحده یا اسماعیلیان به جان آمده بودند، مغولان را تشویق به حمله به ایران و برانداختن اسماعیلیان می‌کردند؛ مثلاً در قوریلتای منگوقاآن قاضی القضات قزوین به نام قاضی شمس‌الدین احمدالکافی قزوینی حضور داشت و کاملاً زره‌پوش بود و شروع به شکایت کردن کرد: «همواره از بیم ملاحده این زره در زیر این جامه پوشیده، شرحی از تغلب و استیلای ایشان مجمل به عرض رسانید.» و سپس گفت «به چه صورت دستگاهی به این بزرگی از نابود کردن این فرقه عاجز است؟» نمونه ای دیگر از تضاد میان مردم و اسماعیلیان وجود قلعه الموت به عنوان مرکز فرماندهی اسماعیلیان در نزدیکی قزوین که دارای مردمان سنی بسیار متعصبی بود و بی زاری آنان از اسماعیلیان، دومین متحد مغولان ارامنه بودند که می‌خواستند مغولان مصر و شام را از مسلمانان بگیرند و اسلام را براندازند تا عیسویان صلیبی که در شام و مصر با مسلمانان درگیر بودند، پیروز شوند. برای این کار شاه ارمنستان هتوم (حاتم) نزد منگوقاآن رفت و با وی متحد شد و منگوقاآن هم برادرش هولاکو را به ایران فرستاد و دستور داد که جورماغون و بایجو و امیرارغون در تحت فرمان هولاکو درآیند.
هولاکو به تمام فرمانروایان نامه نوشت که تسلیم شوند تا به سرزمین‌های آنان آسیبی نرسد؛ به همین خاطر شاهان آسیای صغیر، عزالدین و رکن‌الدین، سعد اول (پادشاه فارس)، پادشاه هرات و امیرانی از عراق، آذربایجان، اران و شیروان به دربار هولاکو رفتند و اظهار ایلی و اطاعت کردند.
| بکن گردکوه و دز لنبه سر    |  | سرش زیر گردان، تنش را زبر |
| ممان هیچ کاندر جهان دز بود |  | نه یک توده خاک هرگز بود   |

## علت انتخاب هولاکو برای حمله به ایران
پس از تشکیل قوریلتای که همه شاهزادگان در آن حضور داشتند، فرمان حمله نهایی به ایران از سوی امپراتور منگوقاآن صادر شد و برای این کار از بین همه شاهزادگان هولاکو خان فرزند تولوی و برادر قاآن فرمانده حمله به ایران شد. دلایل این انتخاب را شاید بتوان این موارد دانست:
1. این شاهزاده به دلیل دارا بودن صفت شجاعت و دوراندیشی از همان کودکی مورد توجه چنگیز خان بود؛ به طوری که در اولین شکارش بنابر سنت مغولی، چنگیز خان خود شخصاً انگشت سبابه وی را روغن مالید و او را آماده میدان شکار کرد.
2. هولاکو گذشته از دارا بودن صفاتی مانند: دلاوری، سختکوشی و بیرحمی، جنگاوری کار آزموده نیز بود.
3. هولاکو برادر کوچک امپراتور بود و پس از تصرف ایران این سرزمین بزرگ جز تیول خاندان سلطنتی قرار می‌گرفت.

بعد از آماده شدن هولاکو برای حرکت به سوی ایران امپراتور دستورهایی هم به هولاکو داد مبنی بر این‌که: 
| « | باید که به یمن جلادت و ضرب شمشیر جهانگیری و کشور ستانی، از کنار جیحون تا اقصای ولایت مصر به تحت تصرف درآوری و ملاحظه رسوم و یاسای چنگیزی نموده، هر که به قدم اطاعت و فرمانبرداری پیش آید، او را رعایت نمایی و هر کس تمرد و سرکشی کند، ابواب قتل و غارت بر روی او و عیال و اطفال و اقربایش بگشایی و… | » |

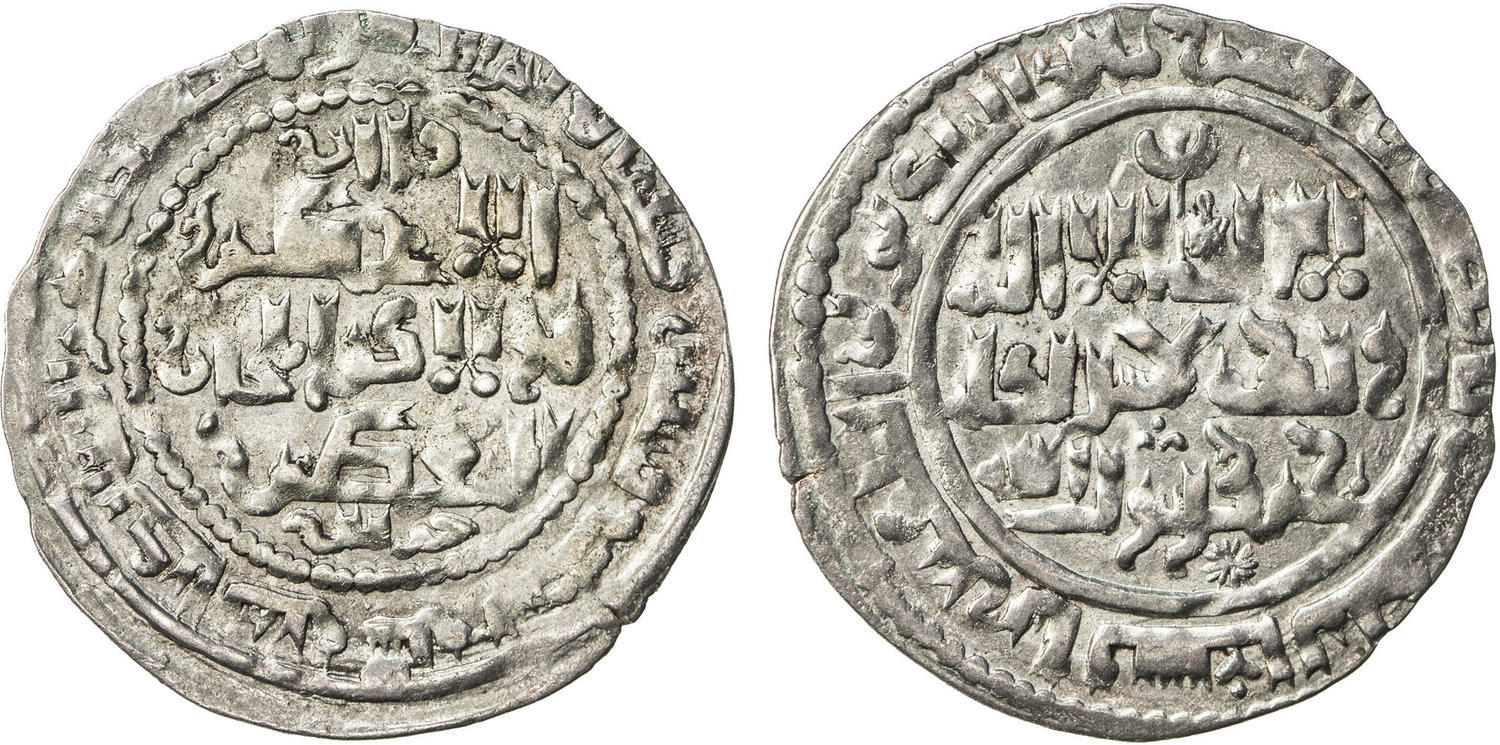
درهم هولاکوخان ضرب ارومیه بوزن ۲/۵۵ گرم بسال ۶۶۹ هـ ق. روی سکه: لا اله الا الله وحده لا شریک له محمد رسول‌الله - پشت سکه: قاان الاعظم هولاکو ایلخان المعظم

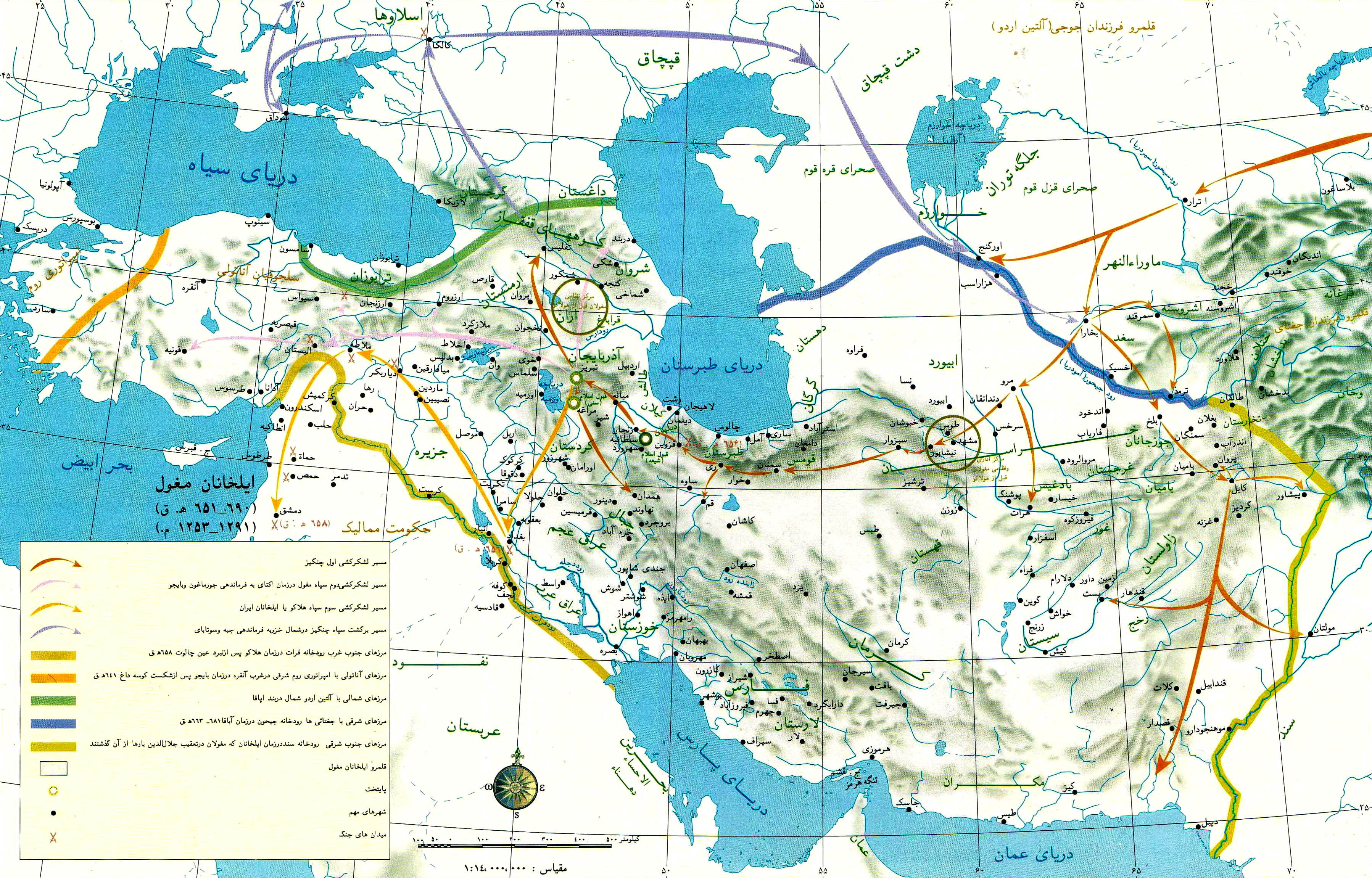
مسیرهای لشکرکشی سرداران ایلخانی به ایران

عاقبت هولاکو عازم فتح ایران شد.

## نبردهای هولاکو

### اسماعیلیه نزاری
در طی مشاجراتی که در سال ۴۸۷ هجری / ۱۰۹۴ میلادی بین اسماعیلیان بر سر جانشینی مستنصر درگرفت، حسن صباح و اسماعیلیان ایران جانشینی نزار را پذیرفتند و از این به بعد اسماعیلیان ایران روابط خود را با دستگاه خلافت فاطمی و با شاخه‌های دیگر اسماعیلیه یعنی مستعلویه قطع کردند. اسماعیلیان شرقی که بعد به نزاریه معروف شدند، برای جدایی از قاهره یک توجیه عقیدتی داشتند. نزاریان معتقد به نص اصلی مستنصر در باب امامت و جانشینی نزار بودند و این ادعا را که بعداً وی نص به نام مستعلی کرده است، قبول نداشتند. همچنان‌که اسماعیلیان اولیه از حق اسماعیل بر امامت، در برابر برادران دیگرش پشتیبانی کرده بودند. در سال ۴۸۸ هجری / ۱۰۹۵ میلادی قیام نزار در مصر شکست خورد و نزار به دستور مستعلی کشته شد. حسن صباح که ریاست علیه دعوت نزاری را داشت، سرانجام به عنوان حجت امام شناخته شد.
دولت نزاری را حسن صباح و هفت تن از جانشینان او که به خداوندان الموت معروفند، اداره می‌کردند. تاریخ اسماعیلیه نزاری دوران الموت را بر پایهٔ دوره حکومت خداوندان آن و آرمان‌ها و سیاست‌های آنان نسبت به جهان خارج می‌توان به سه مرحله عمده تقسیم کرد.
- مرحلهٔ اول: که از تأسیس دولت نزاری در ۴۸۳ هجری / ۱۰۹۰ میلادی تا پایان حکومت دومین جانشین حسن صباح در ۵۷۷ هجری / ۱۱۶۲ میلادی را در برمی‌گیرد. نزاریان توانستند پس از شکست قیام اولیه‌شان علیه سلجوقیان دولت مستقل خود را تشکیل دهند و پایه‌های آن را محکم سازند.
- مرحله دوم: که از سال ۵۵۷ هجری تا ۶۰۷ ادامه دارد، همزمان است با حکمرانی چهارمین و پنجمین خداوندان الموت که ادعای امامت نزاریان را کردند. جامعه نزاری به صورت نمادین به عرصه قیامت گام گذاشت و جهان بیرون را به صورت معنوی انکار و طرد کرد.
- مرحله سوم: که از سال ۶۰۷ هجری تا ۶۵۴ بود مقارن با حکومت سه خداوند آخرین الموت است. نزاریان در همان حال که درونگرایی و آرمان خویش را در باب قیامت حفظ کرده بودند، کوشیدند تا از نو به دنیای سنی پیرامونشان نزدیک شوند و آرزوهای سیاسی خود را مجدداً جامه عمل بپوشانند. این کوشش‌ها یا یورش مغولان که دولت نزاری ایران را نابود کرد، به پایان رسید.[۷]

### اسماعیلیان
منگوقاآن می‌خواست که هم اسماعیلیان و هم خلافت عباسی را نابود کند؛ زیرا بسیاری از افراد سرزمین‌های اسلامی به آنان احترام و اعلام وفاداری می‌کردند؛ در حالی که تنها «خان بزرگ» شایسته آن بود. طرحی که برای این جنگ ریخته شده بود، مانند تمام طرح‌های جنگی مغول بی عیب و نقص بود. منگو بیست درصد از جنگجویان را که در نیروهای دریایی مسلح مغول وجود داشتند، به برادر خود هولاکو سپرد؛ هزار دسته از مهندسین چینی مخصوص محاصره و نفت‌انداز آماده شدند؛ به هر طرف نقاط دور و نزدیک نمایندگانی فرستاده شد تا در مسیر لشکرکشی معین شده چمنزارها و چراگاه‌ها را آماده کنند؛ انبارهای پر از آرد و شراب آماده کنند؛ پل‌ها را بسازند یا تعمیر کنند و…. قربقا در سال ۱۲۵۳ میلادی مقدمهٔ لشکر را از قراقوروم حرکت داد و خود هولاکو هم در ماه اکتبر حرکت کرد و در سال ۱۲۵۵ میلادی در چراگاه‌های بیرون سمرقند اردو زد. در کش یا کیش (شهری نزدیک سمرقند) توسط ارغون حاکم ایران مورد استقبال قرار گرفت. در سال ۱۲۵۶ هولاکو و سپاهش از جیحون گذشتند و شمش‌الدین فرمانروای هرات و جمعی از امیران و اتابکان به استقبال هولاکو رفتند.
هولاکو، ملک شمس‌الدین کرت را از هرات به رسالت نزد محتشم قلاع قهستان شمس‌الدین فرستاد تا دست از جنگ بردارد و مطیع شود، شمس الدین قبول کرد و نزد هولاکو آمد و اظهار تابعیت کرد و بازگشت. سرانجام بعد از رد و بدل شدن پیام‌ها بین هولاکو و رکن الدین خورشاه و به تشویق خواجه نصیرالدین طوسی که در قلعه الموت بود، قرار شد که به جای رکن‌الدین خورشاه، امام اسماعیلی برادر وی (شهنشاه) به همراه گروهی از بزرگان اسماعیلی برای اظهار ایلی و تابعیت نزد هولاکو بروند. این هیئت را موراقا پسر یسورنویان همراهی می‌کرد. هولاکو ایشان را پذیرفت و بعد از مذاکراتی رسولانی را فرستاد تا که رکن‌الدین هر چه زودتر به وعده‌های خود عمل کند و قلاع اسماعیلی را خراب کند اما هولاکو دریافت که رکن‌الدین دروغ می‌گوید؛ به همین خاطر، یسورنویان با سپاهی ایرانی و مغولی عازم الموت شد. در دامنه الموت جنگی بین اسماعیلیان و مغولان درگرفت که مغولان شکست خوردند و مجبور به بازگشت شدند. هولاکو دوباره رسولانی نزد رکن‌الدین فرستاد که تسلیم شود و قلاع را خراب کنند. رکن‌الدین هم بعضی از قلاع را که اهمیت زیادی نداشتند، ویران کرد ولی هولاکو فهمید که این کار فریبی بیش نیست.
هولاکو برای ایجاد ترس سه سپاه به جنگ اسماعیلیان فرستاد که یک دسته را از راه مازندران به فرماندهی بوقاتیمور و کوکا، دسته‌ای دیگر را به فرماندهی تگودار و قربقا از راه خوار و سمنان و دسته سوم را هم از طریق الموت به فرماندهی سه تن خوار، توتار و بلغای به محاصره میمون دژ فرستاد.
همراه با این حمله رسولانی را برای آخرین بار نزد رکن‌الدین فرستاد تا تسلیم شود و هولاکو وعده داده بود در صورت این کار گذشته‌ها فراموش خواهد شد و دوستی برقرار خواهد شد. رکن الدین شرایط را قبول کرد و وزیرش کیقباد را نزد هولاکو فرستاد. کیقباد خواهان شرایطی بود از سوی رکن الدین:
1. رکن الدین خورشاه امام اسماعیلی یک سال در دژ بماند و بعد به نزد هولاکو بیاید ولی در عوض محتشم دژهای قهستان و گرد کوه نزد هولاکو می‌آیند.
2. سه قلعه الموت، لمسر و لال که خانه‌های آبا و اجدادی اوست، ویران نشوند و باقی بمانند.
3. برای خراب کردن بقیهٔ دژها یکسال فرصت دهد.

هولاکو مأمورانی را برای نظارت بر تخریب دژها زیر نظر یک بازرس که به مغولی باسقاق نامیده می‌شد، نزد رکن‌الدین فرستاد و این اولین باری بود که پای یک مغولی به درون دژها باز می‌شد. با تمام شدن وقت رکن‌الدین وی دوباره تسلیم نشد و این بار هم وزیرش شمس‌الدین گیلکی را به همراه پسرعم پدرش، سیف‌الدین سلطان ملک، نزد هولاکو فرستاد و باز هم طلب وقت کرد. هولاکو وزیر را فرستاد تا طبق پیمان قبلی محتشمین قلاع قهستان و گردکوه را نزد وی آورد وزیر این کار را کرد و آن‌ها در حدود ری نزد هولاکو رسیدند. با توجه به اهمیت قلاع قهستان و گردکوه که بعد از الموت قرار داشتند و با اسیر کردن روسای این قلاع مغولان اولین ضربه را به اسماعیلیان زدند. رکن‌الدین برادر خود شیرانشاه را با سیصد نفر نزد هولاکو فرستاد. هولاکو وی را با این پیام نزد رکن‌الدین فرستاد: «اگر رکن‌الدین پس از پنج روز خود را به نزد او نرساند، جنگ رسماً و با تمام شدت آغاز خواهد شد.» اما دوباره رکن‌الدین طلب وقت بیشتری کرد. عاقبت هولاکو تصمیم به جنگ نهایی گرفت و در شوال ۶۵۴ هجری جنگ را آغاز کرد. دو تن از مغولان از پشت، قلعه‌های رودبار را محاصره کردند و خود هولاکو نیز به سوی میمون دژ محل اقامت رکن‌الدین خورشاه رفت و آن را محاصره کرد ولی هولاکو که دریافته بود تصرف قلعه کار دشواری است، دوباره رسولی نزد رکن‌الدین خورشاه فرستاد با این مضمون که: «هنوز هم دیر نیست. اگر هم‌اکنون فرو آیی ترا امان خواهم داد.» ولی اسماعیلیان به دروغ جواب دادند که «رکن الدین در این قلعه نیست، و ما بی‌اجازه او نمی‌توانیم کاری انجام دهیم.» دوباره جنگ شروع شد و با تنگ شدن محاصره قلعه رکن‌الدین پیام داد که می‌خواهد تسلیم شود و امروز یا فردا نزد هولاکو خان می‌آید. زمانی که رکن‌الدین می‌خواست تسلیم شود، در درون قلعه بین دو گروه که مخالف بیرون نرفتن رکن‌الدین بودند و گروهی که خواهان تسلیم شدن رکن‌الدین بودند، جنگ درگرفت و عاقبت کسانی که مخالف خروج وی بودند، پیروز شدند و جنگ با شدت شروع شد و مغولان تا گشودن دروازه‌های قلعه پیش رفتند که رکن‌الدین دوباره پیام داد که می‌خواهد تسلیم شود و طلب بخشش کرد و به همراه رسول هولاکو، اکثر بزرگان قلعه به همراه پسر خردسال رکن‌الدین خورشاه با برادر دیگر رکن‌الدین، ایرانشاه، تسلیم هولاکو شدند و خود رکن الدین خورشاه هم به همراه همهٔ افراد خانواده‌اش و بزرگانی مثل خواجه نصیرالدین طوسی و چند تن از پزشکان یهودی‌اش در یکشنبه اول ذی القعده سال ۶۵۴ ه‍.ق / ۱۲۵۶ م از قلعه خارج و تسلیم هولاکو شد.
| شاها بدرت به زینهار آمده‌ام  |  | وز کرده خویش شرمسار آمده‌ام    |
| اقبال تو آورده مرا موی کشان |  | ورنه بچه کار و بچه بار آمده‌ام |

پس از تسلیم شدن رکن‌الدین وی به دستور هولاکو فرمانی صادر کرد تا مقدم‌الدین قلعه‌دار دژ الموت قلعه را تسلیم کند ولی وی از این کار ممانعت کرد و آماده نبرد شد. هولاکو، رکن‌الدین را به درون قلعه فرستاد تا آن‌ها را راضی کند که تسلیم شوند ولی موفق نشد. بعد از آن هولاکو، شاهزاده بلغای را مأمور تصرف الموت کرد و خود برای تصرف دژ لمسر حرکت کرد.
عاقبت، بعد از چند روز مقدم الدین دژ الموت را تسلیم کرد و مغولان وارد آن شدند و آن را ویران کردند؛ بنابراین الموت قدیمی‌ترین و بزرگ‌ترین دژ اسماعیلیان تسلیم و ویران شد. به قول رشیدالدین زمانی که هولاکو وارد این دژ شد، «از عظمت آن کوه انگشت حیرت به دهان گرفت.» در این زمان بود که بنا به خواهش عطاملک جوینی از هولاکو تنها کتابخانه الموت در امان ماند.
هولاکو که برای تصرف دژ لمسر رفته بود، بعد از جنگی سخت موفق به تصرف قلعه شد. بعد از آن هولاکو به محتشم قلاع قهستان شمس‌الدین دستور داد به همراه مأموری از جانب رکن‌الدین شروع به تخریب قلاع قهستان کند. بعد از این که خبر سقوط الموت و دژهای دیگر به قلعه داران رسید، بعضی از آن‌ها نزد هولاکو آمدند و تسلیم شدند؛ مثل قلعه داران نواحی دیلمان و طارم. در این میان، شاه دژ که بین لار و دماوند قرار داشت، مقاومت سختی کرد ولی بعد از دو روز تسلیم شد. به گفته جوزجانی قلعه گردگوه مدت بیست سال مقاومت کرد؛ این قلعه در مرز ایالات خراسان و عراق عجم قرارداشت.
بعد از آن رکن‌الدین از هولاکو درخواست کرد که به دیدن منگو به قراقوروم برود، هولاکو قبول کرد ولی زمانی که رکن الدین خورشاه به قراقوروم رسید منگو ملاقات وی را رد کرد و فرمان داد که برگردد. عاقبت رکن‌الدین خورشاه در راه برگشت توسط مغولان کشته شد در سال ۶۵۵ هجری و با مرگ وی دولت اسماعیلیان الموت بعد از دو قرن حکومت منقرض شدند.

### علل سقوط اسماعیلیان
در واقع علت سقوط اسماعیلیانی که در اوج قدرت بودند را باید در دو عامل داخلی و خارجی بدانیم.
عامل خارجی: دو فرقه اهل سنت و شیعه اثنی عشری گرچه با هم اختلاف داشتند ولی در مورد نابودی اسماعیلیان کاملاً هم عقیده بودند. با هم به طوری که می‌بینیم هر دو فرقه در نابودی اسماعیلیان به مغولان کمک می‌کنند. عمل خارجی دیگری که در سقوط اسماعیلیان نقش داشت، شیوه یا سیاست (آشکارگری) یا (دوران ظهور) اسماعیلیه بود که با این شیوه در دژهای خود را به روی بیگانگان باز کردند و خیلی از بیگانگانی که به دژها می‌آمدند، در مدت اقامت خود فنون چگونگی تصرف دژها را یادمی‌گرفتند و با کمک مغولان بزرگ‌ترین ضربه را به اسماعیلیان زدند؛ کسانی مثل: خواجه نصیرالدین طوسی و اطبای یهودی به نام‌های رئیس‌الدوله، موفق‌الدوله و فرزندانشان و….
علت داخلی: این علت که منجر به سقوط اسماعیلیان شد، اختلاف طبقات بالا و پایین جامعه اسماعیلی بود. به طوری که مالکان و اشراف اسماعیلی برای از دست ندادن مقام و موقعیت خویش خواستار تابعیت از مغولان بودند. در صورتی که طبقه پایین و افراد عادی جامعه اسماعیلی خواستار جنگ با بیگانه و دفاع از دژها و اعتقادات خود بودند. این اختلاف باعث دو دستگی و تفرقه میان اسماعیلیان شد.

### حمله هولاکو به خلافت عباسی
اقداماتی که خلیفه ناصرالدین الله و خلیفه المستنصربالله انجام داده بودند، فقط توانست برای مدتی جلوی سقوط خلافت را بگیرد. در هر صورت، زمینه برای نابودی سقوط خلافت عباسی مهیا بود و عواملی مثل: فرسودگی و فساد درونی، جنگ‌های مداوم با خوارزمشاهیان، زیاد شدن نیروی تشیع، خارج شدن آن‌ها از حالت تقیه، حکام مصر و شام که خود را ناجی اسلام در مقابل صلیبیون می‌دانستند و رقیب خلافت عباسی بودند و عاقبت هجوم مغولان که در صدد گسترش فتوحات بودند، از جمله عوامل سقوط خلافت عباسی است.
هولاکو قبل از شروع رسمی جنگ در سال ۶۴۷ هجری دست به یک حملهٔ آزمایشی و مقدماتی زد و یک گروه پانزده هزار نفری از سمت خانقین و همدان، بغداد را محاصره کردند و تا دجیل پیش رفتند اما عاقبت فرماندهان خلیفه یعنی دواتدار کبیر و دواتدار صغیر و شرابی جلو حمله مغولان را گرفتند و آن‌ها را به عقب راندند. بعد از نابود کردن اسماعیلیان، هولاکو در سال ۶۵۴ هجری/ ۱۲۷۵ میلادی وارد همدان شد و از آنجا برای خلیفه المستعصم نامه‌ای فرستاد و کوتاهی وی را در فرستادن سپاه برای جنگ با اسماعیلیان به وی یادآوی کرد و از خلیفه المستعصم خواست که استحکامات پایتخت خود را تخلیه کند و شخصاً به اردوی خان بیاید.
در این زمان در بغداد دو دستگی ایجاد شده بود: دسته‌ای مانند ابن العلقمی وزیر خلیفه موافق بودند که حاکمیت مغولان را بپذیرند و تابع هولاکو شوند. دسته‌ای دیگر به رهبر دواتدار کبیر و دواتدار صغیر طرفدار این بودند که با مغولان بجنگند و هر دو گروه سعی داشتند نظر خلیفه را به خود جلب کنند.
خلیفه در جواب نامه هولاکو نوشت:
| « | خاندان عباسیان تا روز رستاخیز پایدار خواهند ماند. تمام کسانی که در گذشته خواسته‌اند به بغداد حمله کنند، به هلاکت رسیده‌اند. مسلمانان شرق و غرب خدمتگزار دربار خلیفه عباسی هستند و از او دفاع خواهند کرد. هزاران قشون دارد که امواج دریاها را خشک می‌سازند. | » |

 خلیفه همچنین هولاکو را نصیحت کرد و گفت: «ای جوان که تازه‌وارد مرحله زندگی شده‌ای به خراسان برگرد.»
بعد از این کار هولاکو تصمیم به حمله گرفت و با یاران خود مشورت کرد و امرای مغولی حمله به بغداد را پذیرفتند. سپس، هولاکو از حسام‌الدین، منجم مسلمان و سنی مذهبی که همراه هولاکو بود، نظر خواست حسام‌الدین گفت: «مبارک نباشد قصد خاندان خلافت کردن و لشکر به بغداد کشیدن. چه غایت وقت هر پادشاه که قصد عباسیان و بغداد کرد، از ملک و عمر تمتع نیافت. اگر پادشاه سخن نشنود و آنجا رود شش فساد ظاهر گرددو…» بعد از آن هولاکو نظر خواجه نصیرالدین طوسی را سؤال کرد وی گفت: «از این احوال هیچ‌یک حادث نشود» هولاکو گفت: پس چه باشد؟ خواجه گفت: «آنکه به‌جای خلیفه هولاکو خان بود.» بعد خواجه نصیرالدین طوسی گفت اگر که کشتن خلفای بنی عباس شوم است، در طول تاریخ این همه خلیفه کشته شد؛ پس چرا اتفاقی نیفتاد.
عاقبت جنگ شروع شد و هولاکو تمام نیروهای خود را متوجه بغداد کرد و به فرماندهانش دستور حمله و محاصره کردن بغداد را داد. بایجو مأمور بود که از روم شرقی حرکت کند و طرف غرب بغداد را از راه موصل دور بزند. قربقا نیز از لرستان حرکت کرد. اردوی زرین به فرماندهی سه برادرزاده باتو بودند از کردستان به بغداد نزدیک شدند و خود هولاکو هم قسمت بزرگ سپاه خود را از حلوان رهبری می‌کرد.
اولین حملهٔ مغول توسط بایجو از غرب بغداد به وسیله فرماندهان خلیفه فتح‌الدین مروی و مجاهدالدین آیبک دواتدار صغیر دفع شد. هولاکو دو بار توسط خواجه نصیرالدین طوسی نامه‌ای به خلیفه نوشت و وی را دعوت به تسلیم شدن کرد ولی فرماندهان خلیفه که از پیروزی اول خود شاد شده بودند نگذاشتند که خلیفه به این نامه جواب دهد.
دوباره جنگ شروع شد و بایجو با شکستن سدی که روی دجیل بسته شده بود، باعث شد که سپاه خلیفه را به آب ببندد و تعداد زیادی از سپاه خلیفه غرق شدند؛ در این زمان فرمانده سپاه خلیفه با فتح‌الدین بود. در این جنگ فقط یکی از فرماندهان سپاه خلیفه به نام دواتدار کوچک با تعدادی از سپاهیان زنده ماندند. در سال ۶۵۶ هجری / ۱۲۵۸ میلادی محاصره بغداد به بالاترین حد خود رسید و هولاکو فرمان یک حمله عمومی را داد و برجی را که کنار یکی از دروازه‌ها قرار داشت، به مدت یک هفته کوبیدند تا آن را فرو ریختند و به درون شهر راه پیدا کردند. بعد از این اتفاق خلیفه، شرف‌الدین مراغه‌ای از علمای بزرگ و شهاب‌الدین زنگانگی قاضی القضات بغداد را نزد هولاکو فرستاد و امان خواست.
عاقبت خلیفه عباسی مستعصم با دو پسر خود ابوالعباس احمد (ابوبکر) که ولیعهد بود و ابوالفضایل عبدالرحمان به همراه وزیران خویش، بزرگان، علما، سادات و مشایخ در یکشنبه چهارم صفر سال ۵۶۵ هجری بیرون آمدند و تسلیم هولاکو شدند. مستعصم را چند روز بعد از تسلیم شدن به دهکده‌ای بیرون بغداد فرستادند و اعدام کردند. ظاهراً او را در قالیچه‌ای پیچیدند و اسب‌ها آنقدر آن را لگدکوب کردند تا مرد.

### حمله هولاکو به میافارقین
هدف بعدی هولاکو حمله به سرزمین شام بود. سرزمین شام در این زمان به شش فرمانروایی تقسیم شده بود که همه زیر نظر امیران ایوبی بودند که این‌ها بازماندگان خاندان صلاح‌الدین ایوبی بودند. بزرگ ایشان ناصرالدین یوسف بود که در حلب حکومت می‌کرد.
در پاییز سال ۱۲۵۹ هولاکو از آذربایجان حرکت کرد و به عراق شمالی رفت و شهر میافارقین را که امیر کامل محمد حاکمش بود، محاصره کرد. هولاکو می‌خواست از این شهر انتقام بگیرد؛ زیرا یکی از کشیشان ژاکوبن را که گذرنامه مغولی داشت و مشغول گذر از آن جا بود را کشتند. بعد از محاصره شهر قحطی و گرسنگی شهر را فرا گرفت و عاقبت شهر تسلیم هولاکو شد و امیر کامل کشته شد.

### حمله هولاکو به سوریه
دلایل حمله هولاکو به سوریه دقیقاً مشخص نیست ولی هایتون که از طرف پادشاه ارمنستان صغیر هتوم اول به خدمت هولاکو درآمده بود، به هولاکو گفت: «خان، سلطان حلب خداوند پادشاهی سوریه است و چون تو لایقی که ارض اقدس را پس بگیری، به گمان من بهتر است پیش از همه حلب را محاصره کنی؛ زیرا اگر بتوانی این شهر را تسخیر سازی، چندان نخواهد گذشت که شهرهای دیگر را مسخر خواهند گردید.» و به این ترتیب حلب اولین هدف هولاکو قرار گرفت. هولاکو در رمضان سال ۶۵۷ هجری / ۱۲۵۹ میلادی از آذربایجان حرکت کرد و قربقا را با لشکر به سوی غرب فرستاد و لشکر مغول بعد از قتل‌عام مردم کرد کوه‌های هکاری به دیاربکر رسید و پس از این که هولاکو هم به دیاربکر رسید شروع به تصرف بین‌النهرین علیا کرد.
بعد از آن هولاکو از دجله گذشت و با عبور از نصیبین، حران و ادسا به حلب رسید و حلب را محاصره کرد و متحدان هولاکو، شاه هتوم و دامادش حاکم انطاکیه بوهیموند ششم به هولاکو پیوستند. عاقبت در سال ۱۲۶۰ میلادی / ۶۵۸ هجری شهر حلب سقوط کرد و مردم حلب به دلیل مقاومت مدت شش روز قتل‌عام شدند.
زمانی که خبر سقوط حلب به دمشق رسید، ناصر یوسف حاکم دمشق فرار کرد به مصر و شهر بدون حاکم ماند؛ به همین دلیل، بزرگان شهر جمع شدند و نزد هولاکو رفتند و کلید شهر دمشق را به وی تقدیم کردند.
قربقا به همراه شاه هتوم و بوهیموند در ربیع‌الاول سال ۶۵۸ هجری وارد شهر شدند و بعد دمشق را به شحنه‌ای مغولی و سه ایرانی که معاون وی بودند، دادند. بعد از آن سپاه مغول تا غزه رفتند و در این زمان بود که خبر فوت منگوقاآن به هولاکو رسید و وی قربقا را به فرماندهی سپاه مغول که از آن کاسته شده بود، برگزید و اباقا پسر خود را هم جانشین خود در تبریز کرد و بعد به سوی مغولستان حرکت کرد.

### حمله هولاکو به مصر
بعد از تصرف دمشق توسط مغولان، هولاکو اولین نامه تهدیدآمیز خود را برای مملوکان مصر فرستاد و گفت «شما شنیده‌اید که ما چگونه امپراتوری پهناوری را به تصرف درآورده و روی زمین را از بی‌نظمی‌هایی که به دامنش لکه انداخته بود، پاک ساخته‌ایم. بر شماست بگریزید و بر ماست که شما را تعقیب کنیم ولی به کجا می‌گریزید و به کدام راه از چنگ ما رهایی خواهید یافت؟ اسبان ما تندرو، تیرهای ما تیز، شمشیرهای ما مانند برق، دل‌های ما به سختی کوه و سربازان ما به اندازه ریگ‌های بیابان زیادند. نه دژها جلو ما را می‌گیرند و نه سلاح‌ها راه ما را می‌بندند. دعای شما به درگاه آسمان نیز سودی نخواهد داشت و چاره ما را نخواهد کرد. ما با اخطار خویش خوبی شما را می‌خواهیم. اکنون تنها دشمنی هستید که باید برای نبرد با شما به حرکت درآییم.» در این زمان به هولاکو خبر رسید که برادرش منگو در ماه اوت سال قبل در چین درگذشته است و هولاکو قسمتی از نیروهایش را در آذربایجان گذاشت و قسمتی را هم به فرماندهی قربقا در شام گذاشت و بعد هولاکو به سوی چین رفت. مملوک مصر، سلطان قطز (ملک مظفر) به سرداران خود گفت که دفاع از اسلام تنها به همت ایشان بسته است و بعد فرستادگان مغولان را کشتند و بعد ضد این دشمنان اسلام و قاتلان خلیفه یک فرمان جهاد عمومی صادر کردند و لشکر از مصر حرکت کرد و برای عبور از قلمرو فرنگیان از آن‌ها اجازه گرفتند و عبور کردند…نبرد عین جالوت... قربقا با نیروهایش به جنگ آن‌ها رفت، عاقبت، در عین جالوت نزدیک ناظره (در فلسطین) با هم روبرو شدند و مملوکان سپاه مغولان به فرماندهی قربقا را شکست دادند و قربقا کشته شد و برای همیشه پیشرفت مغولان در غرب متوقف شد.
پنج روز بعد از جنگ قطز وارد دمشق شد و در مدت یکماه مغولان را از حلب بیرون کردند.
بعد از آن مملوکان سوریه را از مغولان پس گرفتند اما دوباره مغولان به فرماندهی ایلگا نیای جلایریان یا کوکاایلگای اوریانگقاتی تلاش کردند تا سوریه را پس بگیرند و حتی تا حمص را هم تصرف کردند اما در نزدیکی این شهر برای دومین بار از مملوکان مصر شکست خوردند و به مشرق فرات عقب‌نشینی کردند و سوریه از دست مغولان خارج شد.

### جنگ هولاکو با خان دشت قبچاق
در مورد علل جنگ هولاکو با برکه پادشاه اردوی زرین منابع علل زیادی را نقل کرده‌اند. بعضی منابع گفته‌اند که برکه از اسلام دفاع کرده و هولاکو را سرزنش کرد که چرا خلیفه را کشته است و اینکه چرا ممالک اسلامی را ویران می‌کند. منابع دیگر هم علت جنگ را اران و آذربایجان می‌دانند که طبق دستور خان بزرگ چنگیز خان جزء سرزمین جوچی بود؛ در صورتی که هولاکو خان آن را تصرف کرده بود. بعضی منابع هم می‌گویند که علت جنگ مرگ مشکوک سه تن از شاهزادگان جوچی یعنی بلغای، توتار و قولی که همراه هولاکو به ایران آمده بودند، است. عاقبت هولاکو در سال ۶۶۰ هجری / ۱۲۵۶ میلادی برای مقابله با سپاه برکه که به فرماندهی نوقای بود، حرکت کرد مقدمه سپاه هولاکو در شماخی با سپاه برکه روبرو شده که سپاه هولاکو شکست خورد اما دوباره سپاه برکه این بار در نزدیکی شابران در ناحیه باکوی کنونی با هم روبرو شدند که سپاه برکه شکست خورد و عقب‌نشینی کرد. خود هولاکو با سپاه اصلی از شماخی حرکت کرد؛ دربند را تصرف کرد و در غره برای دومین بار سپاه برکه به فرماندهی نوقای را شکست داد. بعد، از این سپاهی به فرماندهی اباقا پسر هولاکو نیروهای برکه را دنبال کردند و از رود اترک گذشتند. بعد از آن برکه با سپاهی زیاد به آن‌ها حمله کرد و جنگ سختی در سال ۵۶۱ هجری / ۱۲۶۳ میلادی اتفاق افتاد که سپاه هولاکو شکست خورد و برکه سپاه هولاکو را به جنوب دربند عقب راند و به قلمروی خود بازگشت. این آخرین نبرد هولاکو و برکه بود؛ زیرا بعد از آن هولاکو درگذشت.
در سال ۶۵۹ هجری بدرالدین لؤلؤ درگذشت و پسرش و جانشینش صالح با بیبرس پادشاه مملوکان مصر روابط دوستانه‌ای برقرار کرد و هولاکو هم که از جریان باخبر شد، با سپاهی به سوی موصل رفت و آن را محاصره کرد؛ در نتیجه، بعد از یکسال محاصره در سال ۶۶۰ هجری / ۱۲۶۲ میلادی شهر تصرف شد و به فرمان هولاکو همه را قتل‌عام کردند. صالح به دستور هولاکو کشته شد و با اعدام کردن پسر خردسال صالح سلسله‌ای که عمادالدین زنگی تأسیس کرده بود، در سال ۵۲۱ هجری منقرض شد. بعد از آن هولاکو به سوی فارس رفت؛ زیرا بعد از این که اتابک ابوبکر حاکم دست نشاندهٔ هولاکو در فارس درگذشت، سلجوقشاه جانشین سوم اتابک ابوبکر به دلیل رفتار نادرستش باعث حمله هولاکو به فارس شد. در سال ۶۶۱ هجری / ۱۲۶۲ میلادی، بعد از آن سلجوقشاه به کازرون فرار کرد؛ اسیر و کشته شد و هولاکو فارس را به ابش خاتون نوه اتابک داد و او را به عقد پسر یازدهمش منگو تیمور درآورد. ابش خاتون آخرین پادشاه سلغری فارس بود.

## اختیار مراغه به پایتختی و بنای رصدخانه
هولاکو شهر مراغه را مقر اقامت خود قرار داد و علت این مسئله گویا علاوه بر سلامت آب و هوای آن شهر نظری بود که به فتح شام و مصر داشت و خواجه نصیرالدین طوسی را امر داد که در آن شهر در محل مناسبی رصدخانه‌ای بنا نماید.

### بنای رصدخانه مراغه
یکی از اتفاقات مهمی که در زمان هولاکو خان مغول افتاد، ساخت رصدخانه در مراغه بود که به کوشش خواجه نصیرالدین طوسی، دانشمند ایرانی، ساخته شد. نویسنده جامع التواریخ رشیدی می‌گوید: «منگوقاآن از خان‌های بزرگ مغولان بود؛ به‌طوری که وی اشکال اقلیدس را حل می‌کرد و دستور داد که رصدخانه‌ای بنا شود و امر کرد تا جمال‌الدین محمد بن طاهر بن محمد زیدی بخاری این کار را انجام دهد ولی او نمی‌توانست. منگوقاآن آوازه و معروفیت خواجه نصیرالدین طوسی را شنیده بود و زمانی که هولاکو خان مغول را به ایران فرستاد، دستور داد که بعد از تصرف قلعه‌ها اسماعیلیان خواجه نصیرالدین طوسی را به مغولستان بفرستد تا رصدخانه‌ای بنا کند. زمانی که کار تصرف قلاع اسماعیلی به پایان رسید، منگوقاآن در حال تصرف چین بود و هولاکو خان صلاح دید که رصدخانه‌ای در ایران بنا شود.»
عبدالله بن فضل‌الله، نویسنده کتاب وصاف الحضرة، در کتاب خود آورده که: 
| « | خواجه هولاکو خان را به این کار یعنی ساخت رصدخانه تشویق کرد و اول هولاکو خان به این کار مایل نبود و پرسید که فایده نجوم در چیست؟ آیا چیزی را که وقوعش حتمی است، بر طرف می‌کند؟ دانشمند طوسی با ذکر مثالی هولاکو خان را قانع کرد و گفت دستور بدهید یک نفر طشت بزرگی از مس را از بالای عمارت بیندازد پایین؛ بدون اینکه قبلاً اهل مجلس بدانند. هولاکو خان دستور داد که این کار را انجام بدهند. زمانی که طشت از بالا افتاد، تمام اهل مجلس ترسیدند؛ بجز هولاکو خان و خواجه نصیرالدین طوسی. بعد گفت که فایده علم نجوم در این است که حوادث را پیش از وقوع بیان می‌کند؛ در نتیجه مردم وحشت نمی‌کنند. هولاکو خان خوشش آمد و دستور ساخت رصدخانه را داد. | » |

خواجه طوسی به هولاکو خان گفت که بنای رصد جدید و نوشتن زیجی تازه ۳۰ سال طول می‌کشد ولی هولاکو خان اصرار کرد که در ۱۲ سال باید انجام شود؛ به همین خاطر خواجه طوسی به کمک جداول و زیج‌های قدیمی در سال ۶۵۷ هجری شروع به ترتیب زیج کرد و در این کار غیر از منجمین اسلامی که از اطراف دعوت شده بودند، از یک نفر دانشمند چینی نیز که به مراغه آمد، استفاده کرد.
سرانجام، در سال ۶۵۷ ه‍.ق رصدخانه روی تپه‌ای در سمت شمال شهر مراغه ساخته شد و به دستور خواجه نصیرالدین طوسی، فخرالدین ابوالسعادات احمد بن عثمان مراغی، معمار معروف آن عصر، مأمور ساخت رصدخانه شد و علاوه بر کمک‌های مال از خزانه دولت، اوقاف سراسر کشور هم در اختیار خواجه نصیرالدین طوسی قرار گرفت تا از پول آن مخارج رصدخانه تأمین شود.

## نقش خواجه نصیرالدین طوسی و ابن علقمی در سقوط خلافت
خواجه نصیرالدین طوسی (۶۷۲–۵۹۷ ه‍.ق) یکی از دانشمندان بزرگ مسلمان در سده هفتم / سیزدهم بود. برای اینکه مشخص شود که آیا خواجه نصیرالدین طوسی در سقوط خلافت عباسی نقش داشته است یا نه به منابع دسته اول و همزمان با حمله مغولان رجوع می‌کنیم:
منابعی مانند طبقات ناصری از منهاح سراج جوزجانی، تاریخ مختصر الدول از ابن العبری، الحوادث الجامعه از ابن الفوطی، الفخری فی الاداب السلطانیه والدول الاسلامیه نوشته ابن الطقطقی و کتاب تاریخ گزیده از حمدالله مستوفی و… این منابع که با فاصله کمی پس از حمله مغول و سقوط خلافت نوشته شده‌اند، هیچ اشاره‌ای به نقش خواجه در سقوط خلافت عباسی نمی‌کنند. اولین منبعی که برای اولین بار به نقش خواجه در سقوط خلافت عباسی و برانگیختن هولاکو خان در حمله به بغداد و خلافت عباسی اشاره می‌کند، جامع التواریخ نوشته رشیدالدین فضل‌الله است که با گفتن سؤال هولاکو خان از حسام الدین منجم در مورد حمله به بغداد و در جواب حسام الدبن منجم که به نحس و شوم بودن حمله به بغداد اشاره کرده بود و بعد دوباره پرسیدن همین سؤال از خواجه نصیرالدین طوسی توسط هولاکو خان و جواب خواجه نصیرالدین طوسی که هیچ اتفاقی نمی‌افتد و اینکه هولاکو خان به جای خلیفه قرار می‌گیرد، به نقش خواجه در حمله به بغداد اشاره می‌کند. بعد از کتاب رشیدالدین فضل‌الله منابع دیگر هم که با فاصله از کتاب رشیدالدین فضل‌الله نوشته شده‌اند، به نقش خواجه در سقوط خلافت عباسی می‌پردازند؛ منابعی مثل: تذکرة الامصار از وصاف الحضرات، مجموعة الرسائل و منهاج السنة النبویة از ابن تیمیه و کتاب اغاثة اللهفان از محمد بن ابی بکر مشهور به ابن قیم الجوزیه که به نقش خواجه نصیرالدین طوسی در خلافت عباسی اشاره می‌کنند.
مویدالدین محمد بن علقمی از قبیله بنی اسد بود. جد وی را علقمی می‌گویند؛ به دلیل اینکه نهری به نام علقمی حفر کرد. بعد از اینکه ابن ناقد به وزرات رسید، جای وی را ابن علقمی گرفت و به مقام استادالداری رسید. در سال ۶۳۰ ه‍.ق خلیفه المستنصر، مستنصریه را به ابن علقمی واگذار کرد و تا پایان خلافت مستنصر، ابن علقمی مقام استادالداری داشت.
بعد از اینکه المستعصم بالله در سال ۶۴۰ ه‍.ق به خلافت رسید، ابن علقمی شیعه را در سال ۶۴۲ ه‍.ق به وزارت خود منصوب کرد.
منابع تاریخی در مورد نقش ابن علقمی در سقوط خلافت عباسی به دو دسته تقسیم می‌شوند:
- دسته اول مورخانی هستند مانند: منهاج السراج جوزجانی، ابن الوردی، ابن شاکر، ابن تغری بردی، ابن کثیر، صفدی، ذهبی، ابن خلدون و… که اکثرأ از اهل سنت هستند و وزیر خلیفه المستعصم بالله یعنی ابن علقمی را مقصر و بانی این کار یعنی حمله هولاکو به بغداد و براندازی خلافت عباسی می‌دانند و می‌گویند وزیر با هولاکو خان مغول در ارتباط بوده است و علت آن را هم اتفاقی می‌دانند که در سال ۶۵۴ ه‍.ق افتاد که به دستور خلیفه عباسی و به تحریک درباریان وی محله شیعه‌نشین کرخ غارت و شیعیان آن قتل‌عام شدند و می‌گویند که ابن علقمی می‌خواسته با براندازی خلافت عباسی این حادثه قتل‌عام شیعیان را جبران کند؛ مثلاً، در این مورد منهاج سراج جوزجانی می‌گوید: «المستعصم بالله وزیری بدمذهب و رافضی به اسم احمد العقمی داشت. او به انتقام واقعه کرخ به مغولان نامه نوشت و از آن‌ها دعوت کرد که به بغداد حمله کنند.»[۴۴]
- دسته دوم مورخانی هستند مانند: ابن فوطی، ابن طقطقی، رشیدالدین فضل‌الله، ابن العبری، خواجه نصیرالدین طوسی و… که برای ابن علقمی وزیر شیعه مذهب خلیفه المستعصم بالله نقشی در حمله هولاکو به خلافت عباسی قائل نیست.[۴۵]

## غنایم هلاکویی
بعد از تسخیر بغداد هلاکو اموال خطیری را که از غارت خزاین خلیفه عباسی به چنگ آورده بود به انضمام غنایم گرجستان و ارمنستان و بلاد روم و لر و کرد به آذربایجان فرستاد و امر داد که در یکی از جزایر داخلی دریای کبودان (دریاچه ارومیه) واقع مابین شهر سلماس و ارومیه عمارتی عالی ساختند و از غنایم آلت زرینه و سیمینه را آب کرده به شکل شمش در آن جا قرار داد و این جزیره از قراری که بعضی از مورخان نوشته‌اند در سال مرگ اباقا خان یعنی در سنه ۶۸۱ در آب فرورفت.

## دیانت هولاکوخان
صفا در این باره نوشته است که شیعه مدعی بوده‌اند که هولاکوخان تحت نفوذ خواجه نصیرالدین طوسی به‌اتفاق «بیگم» یعنی خاتون بزرگ حرم نهانی اسلام قبول کرد. پیداست که این قول کذب محض است زیرا هولاکو بر کیش بودایی بود و بتخانه‌هایی هم در آذربایجان ترتیب داد و زنش دوقوزخاتون نیز بر کیش ترسایی بود و کلیساهایی ساخت و هر جا بود بر درگاهش ناقوس می‌زدند؛ اما شیعه‌تراشانی چون قاضی نورالله به‌این حقایق تاریخی اعتنایی نکردند و گفتند که تقرب خواجه نصیرالدین در حضرت ایلخان «به جایی رسید که در حرم محترم ایلخان محرم گردید و بیگم را در تکلیف اسلام ایلخان با خود متفق ساخته ایلخان و بیگم را پنهان از اعیان لشکر به شرف اسلام فایز گردانید و چنانچه مشهور است ایشان را ختنه ساخت و اینکه بعضی از قاصران استبعاد اسلام او می‌کنند از قبیل سخایف اوهام است».
ترجمه‌های اخیر نامه‌ها و رساله‌های راهبان بودیسم تبتی به هولاکو خان تأیید می‌کند که او یک بودایی مادام‌العمر و پیرو فرقه کاگیو بود. در زمان حکمرانی هولاکو، مورخان ایرانی نیز از نوشتن به زبان عربی به نگارش به فارسی روی آوردند. این احیای غرور در میراث فرهنگی باستانی ایران ممکن است به توسعه بعدی اسلام شیعه دوازده امامی به عنوان یک بیان متمایز ایرانی از اسلام کمک کرده باشد، برخلاف اسلام سنی که بر فضاهای عرب و عثمانی تسلط داشت. هولاکو خان پایه‌های ایلخانان را گذاشت و به این ترتیب راه را برای دولت بعدی سلسله صفوی و در نهایت کشور مدرن ایران هموار کرد.

## مرگ هولاکو خان

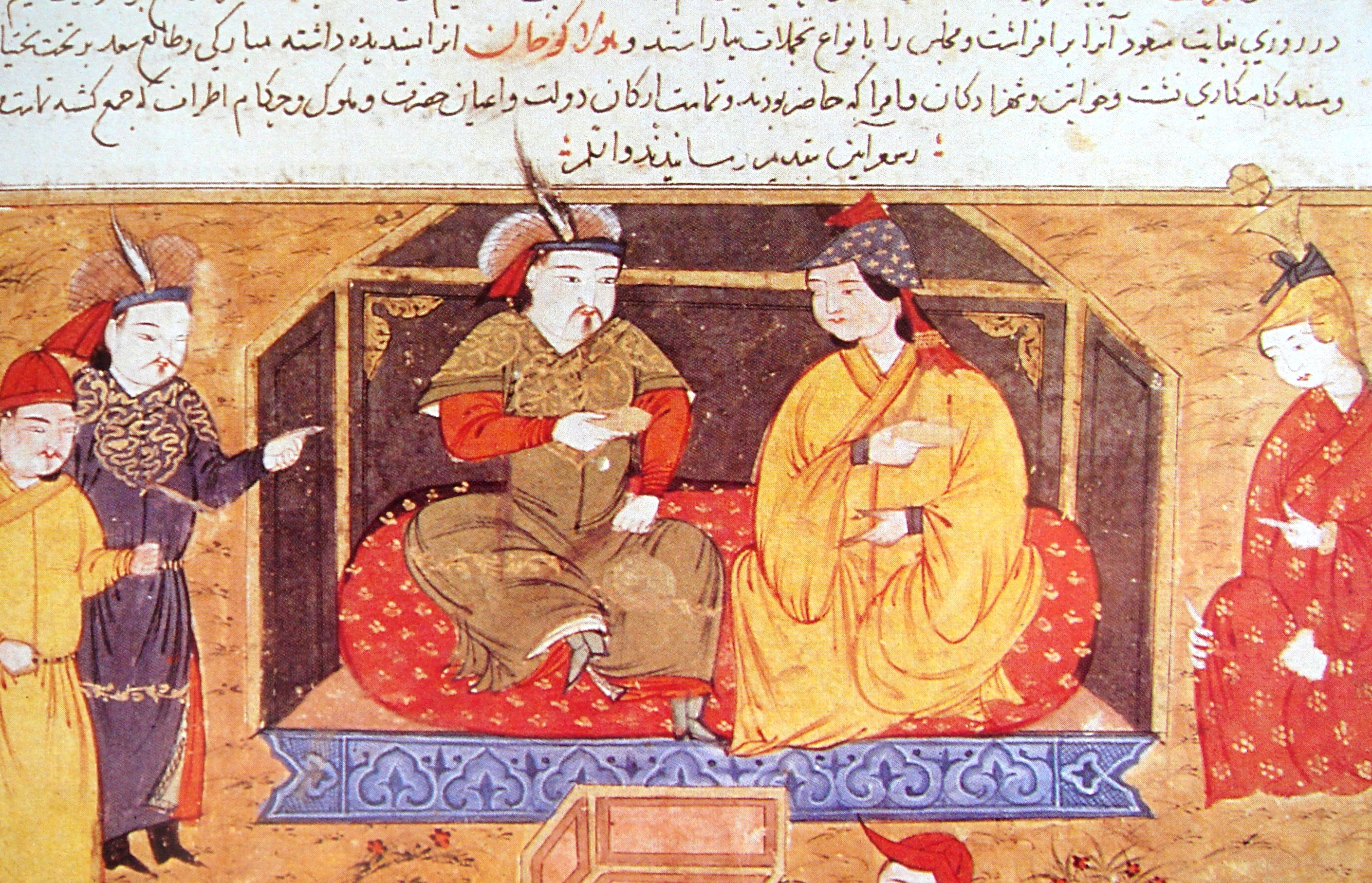
هولاکوخان و همسرش دوقوز خاتون

عاقبت هولاکو در ربیع‌الثانی ۶۶۳ هجری / ۱۲۵۶ میلادی در اقامتگاه زمستانی‌اش در جغاتو در نزدیکی دریاچه ارومیه در سن ۴۹ سالگی در گذشت. هولاکو را در حوالی بوراچالو در جزیره شاهی جایی که خزاینش را نگهداری می‌کرد، خاک کردند. آخرین باری که در منابع از سنت مغولی دفن قربانیان انسانی همراه با جنازه شاهزاده‌ای از خاندان چنگیزی سخن می‌رود، در مورد هولاکو است. مدت کوتاهی بعد از مرگ هولاکو همسر وی دوقوزخاتون نیز در شعبان ۶۶۳ هجری درگذشت. خواجه نصیرالدین طوسی در رباعی تاریخ مرگ هولاکو را ذکر می‌کند:
| چون هولاکو به مراغه بزمستانگه شد |  | کرد تقدیر ازل نوبت عمرش آخر  |
| سال بر ششصد و شصت و سه شب یکشنبه |  | که شب نوزدهم بد ز ربیع الآخر |

## منبع‌شناسی دوره مغول و ایلخانی
- روضة اولی الالباب فی معرفة التواریخ والانساب یا تاریخ بناکتی (داود بن ابی فضل محمد بناکتی)
- تاریخ جهانگشای (علاءالدین عطاملک بن بهاءالدین محمد بن محدالجوینی)
- جامع التواریخ (رشیدالدین فضل‌الله همدانی)
- تاریخ وصاف الحضرة (شهاب الدین عبدالله بن عزالدین فضل‌الله شیرازی
- مجمع التواریخ سلطانی (شهاب الدین عبدالله بن لطف‌الله معروف به حافظ ابرو)
- مطلع سعدین و مجمع بحرین (کمال‌الدین عبدالرزاق سمرقندی)
- زبدةالتواریخ (ابوالقاسم عبدالله)
- تاریخ اولجایتو (ابوالقاسم بن محد الکاشانی)
- سفرهای مارکوپولو (کارکوپولو)
- تاریخ سری مغولان (یوان چائوئی شه)
- تاریخ مغول در ایران؛ سیاست، حکومت و فرهنگ دوره ایلخانان (برتولد اشپولر)
- ترکستان نامه (واسیلی ولادیمیرویچ بارتولد)
- امپراتوری زرد چنگیز خان و فرزندانش (یواخیم بارکهاوزن)
- ایران در برخوردبا مغول از مرگ چنگیز تاآمدن هلاکو (شیرین بیانی)
- مناسبات ارضی در ایران در عهد مغول (ایلیاپاولوویچ پطروشفسکی)
- شهنشاه نامه (احمد تبریزی)
- هجوم اردوی مغول به ایران (عبدالعلی دستغیب)
- سفیران پاپ در دربار خاقان مغول (اکوردو راکه ویلتس)
- نظام اجتماعی مغول فئودالیسم (ولادیمیر کسف)
- امپراتوری صحرانوردی (رنه گروسه)
- چنگیز خان مغول فرمانروای سرزمین‌های سوخته (هارولدآلبرت لمب)
- چنگیز خان (برکلی ماتر)
- احوال و آثار خواجه نصیرالدین طوسی (محمدتقی مدرسی رضوی)
- تاریخ مبارک غازانی (کارلیان مونتون)
- چوپانیان در تاریخ ایلخانیان (ابوالفضل نبئی)
- خداوند دانش و سیاست «خواجه نصیرالدین طوسی» (اقبال یغمائی)
- آئین کشورداری در عهد وزارت خواجه رشیدالدین فضل همدانی (هاشم رجب زاده)[۵۴]